# Horus
För animefiguren Hols (Horus, Horusu), se Solprinsen Hols äventyr. För spindelsläktet, se Horus (djur).

Horus

Horus var en viktig och gammal fornegyptisk himmelsgud. Han var den främste av gudarna i falkgestalt, och hans ögon utgjordes av solen respektive månen. Namnet Horus betyder "den avlägsne". Horus är gudinnan Isis son. 
Horus var en lokal gud i Hierakonpolis och knöts där till härskarkulten vilket gjorde att farao identifierades med Horus. Horus har många aspekter av skilda ursprung som assimilerats till samma gudom, vilket gör Horus till en komplex gud med många namn och funktioner. Horus sammansmälte exempelvis med solguden Ra som Re-Harakhte som dyrkades i Heliopolis.
Från den första dynastin blir Horus och guden Set ständiga rivaler som förenades i övre och undre Egyptens harmoni. Senare blev Osiris-kulten central vid faraonernas begravningsriter. Till dessa riter knöts en annan Horus, Horusbarnet som var son till Osiris och Isis och brorson till Set. Både Horus och Horusbarnet kämpar med guden Set. Set mördar Osiris och Horus segrar till sist över Set och hämnas därmed Osiris och blir härskare. Horus vänstra öga (månen) skadas i striden, vilket enligt myten förklarar månens faser. Horus helas av guden Thot.